# Sikesdi Gábor
Sikesdi Gábor (Dorog, 1960. augusztus 29. –) labdarúgó, középpályás, edző.

## Pályafutása

### Klubcsapatban
Ő az egyetlen Budapesti Honvéd játékos aki hatszoros magyar bajnok labdarúgó.

### A válogatottban
1988-ban 3 alkalommal szerepelt az olimpiai válogatottban.

## Sikerei, díjai
- Magyar bajnokság
  - bajnok: 1983–84, 1984–85, 1985–86, 1987–88, 1988–89, 1990–91
- Magyar kupa (MNK)
  - győztes: 1985, 1989
  - döntős: 1988, 1990

## Edzőként
1997-től 2005-ig Dajka László csapatainál tevékenykedett pályaedzőként.